# قلعه سائو جورج
قلعه سائو جورج (به پرتغالی: Castelo de São Jorge) یک قلعه از موروها است که در تپه‌ای بین مرکز تاریخی شهر لیسبون و تاقوس مشرف است. قلعه با یک ارگ تقویت شده از دوره قرون وسطی تاریخ پرتغالی و یکی از مکان‌های گردشگری لیسبون است.

## تاریخچه
اگر چه اولین بناها در این تپه از قرن دوم پیش از میلاد است، کاوش‌های باستان‌شناسی حضور انسان در دره تگزوس را به قرن ششم پیش از میلاد شناخته است. اولین بنا در ۴۸ سال پیش از میلاد، زمانی که لیسبون به عنوان یک شهرداری رومی طبقه بندی شده به احتمال زیاد در اواخر قرن بیستم ساخته شد.

تپه نخستین بار توسط سلت‌ها و سپس فنیقی‌ها، یونانی‌ها، کارتاژها، رومی‌ها، سوئبی‌ها، ویزیگوت‌ها و موروها به عنوان یک پاسگاه قابل دفاع ساخته شده است. در طول قرن دهم این ارتفاعات توسط نیروهای مسلمان قوم بربر بازسازی شده بود.